# Kaplica ewangelicko-augsburska w Rynie
Kaplica ewangelicka w Rynie – kaplica luterańska w Rynie, w województwie warmińsko-mazurskim w Polsce. Należy do parafii ewangelicko-augsburskiej w Rynie, w diecezji mazurskiej.
Pierwszy kościół w Rynie został wybudowany w 1528. Następna świątynia powstała w latach 1584-1604, przebudowana w okresie 1871-1876 w stylu neogotyckim.
Budynek kościoła uległ spaleniu 24 grudnia 1940. W związku z tym nabożeństwa odbywały się w kaplicy położonej na zamku w Rynie.
Po zakończeniu działań wojennych parafię zamieszkiwało około 4000 luteran, nie posiadali oni jednak stałej opieki duszpasterskiej do 1952. Posługi religijne przeniesione zostały z zamku do kaplicy położonej przy ulicy Kościuszki. Uroczyste nabożeństwa odbywały się w gruzach spalonego kościoła, rozebranych w 1971 roku.
Budynek obecnej kaplicy, położonej przy ulicy Partyzantów, pochodzi z 1836. Wybudowany został jako plebania, za czasów sprawowania funkcji proboszcza przez Fryderyk Pianka, późniejszego superintendenta diecezji.
Nabożeństwa w kaplicy odbywają się w każdą niedzielę i święta.